# IC 2170
IC 2170 — галактика типу NF (в процесі підтвердження) у сузір'ї Візничий.
Цей об'єкт міститься в оригінальній редакції індексного каталогу.